# 리만 기하학
미분기하학의 하위 분야인 리만 기하학(Riemannian geometry)은 리만 계량이 주어진 매끄러운 다양체를 다룬다. 여기에서 리만 계량이란 다양체의 점에 따라 매끄럽게 변하는 접공간 상의 양의 정부호 이차 형식을 말한다. 이는 국소적으로 각도와 곡선의 길이 및 부피의 개념을 준다. 이 국소적인 값들을 적분해서 대역적인 양을 얻을 수 있다.
모든 매끄러운 다양체는 리만 계량을 주어 리만 다양체로 만들 수 있고, 이는 미분위상수학의 문제를 해결하는 데 많은 도움을 준다. 리만 다양체는 일반 상대성 이론의 주 대상인 준 리만 다양체나 핀슬러 다양체 및 스프레이 공간 등으로 일반화된다.

## 역사
리만 기하학은 19세기에 베른하르트 리만에 의해 시작되었다. 이는 유클리드 기하학 및 비유클리드 기하학의 대표적인 두 형태(구면기하학과 쌍곡기하학)를 포함하는 일반적인 이론이다. 1853년에 카를 프리드리히 가우스는 제자 베른하르트 리만에게 기하학의 기초에 대한 이론에 대하여 하빌리타치온 논문을 쓰는 것이 어떻겠느냐고 제시하였다. 리만은 이에 대하여 임의의 차원에서의 굽은 공간에 대한 이론을 개발하였고, 이를 주제로 1854년에 괴팅겐 대학교에서 〈기하학의 기초를 이루는 가정들에 대하여〉(독일어: Über die Hypothesen welche der Geometrie zu Grunde liegen)라는 제목의 강연을 개최하였으며, 이는 리만 기하학의 시초로 여겨진다. 리만의 강연은 당시에는 널리 이해되지 못하였으나, 강연 내용이 1868년에 리만의 사후에 리하르트 데데킨트에 의하여 출판되면서 미분기하학의 새로운 기초를 이루게 되었다.
1869년에 엘빈 브루노 크리스토펠은 레비치비타 접속의 성분인 크리스토펠 기호를 도입하였으며, 20세기 초에 그레고리오 리치쿠르바스트로와 툴리오 레비치비타가 크리스토펠이 사용한 의미의 접속을 이용하면 평행 운송의 개념을 만들 수 있음을 발견하면서 보다 큰 관심을 받게 되었다.
호프-리노프 정리는 하인츠 호프와 그 제자 빌리 리노프(독일어: Willi Rinow)가 1931년에 증명하였다. 내시 매장 정리는 존 포브스 내시가 1950년대에 증명하였다.

## 같이 보기
- 미분기하학
- 홀로노미
- 리만 다양체